# 2013 par pays au Proche-Orient
Les événements par pays de l'année 2013 au Proche-Orient et dans le monde arabe.
Chronologie par pays au Proche-Orient
- 2009
- 2010
- 2011
- 2012
- 2013
- 2014
- 2015
- 2016
- 2017

## Azerbaïdjan
- 9 octobre 2013 : Ilham Aliyev est réélu président de la République d'Azerbaïdjan pour un troisième mandat.

## Émirats arabes unis
Les Émirats arabes unis (EAU) sont un État fédéral regroupant sept émirats mitoyens, Abou Dabi, Ajman, Charjah, Doubaï, Foudjaïrah, Ras el-Khaïmah et Oumm al-Qaïwaïn.

## Irak
- 20 avril 2013 : élections provinciales en Irak.
- 23 avril 2013 : L'armée ouvre le feu contre des manifestants sunites à Hawija près de Kirkouk ; les affrontements de Hawija se prolongent jusqu'au 26 avril et font plus de 300 morts au total.
- 21 septembre 2013 : élection du parlement du Kurdistan irakien (en).
- 25 décembre 2013 : 34 personnes sont tuées et 50 autres blessés dans trois attentats à la bombe visant les quartiers chrétiens de Bagdad[1].
- 30 décembre 2013 : Début de la bataille d'Al-Anbar : les milices tribales sunnites et les groupes djihadistes, dont l'État islamique, attaquent les forces gouvernementales dans cette province de l'ouest de l'Irak.

## Liban
- 22 mars 2013 : Démission du premier ministre Najib Mikati. Il assurera les affaires courantes jusqu'à l'entrée en fonction de son successeur.
- 6 avril 2013 : Les partis politiques s'entendent pour désigner Tammam Salam à la tête du futur gouvernement. Celui-ci ne sera constitué que le 15 février 2014.

## Libye
- 25 juin 2013 : Nouri Bousahmein est élu président du Congrès général national (chef de l'État libyen)[2],[3].

## Maroc
- 10 octobre 2013 : Formation du gouvernement Benkiran II.

## Qatar
- 25 juin 2013 : Cheikh Tamim ben Hamad Al Thani, né le 3 juin 1980 à Doha, succède à son père Hamad ben Khalifa Al Thani comme émir du Qatar.
- 25 juin 2013 : Abdallah ben Nasser ben Khalifa Al Thani est désigné premier ministre du Qatar.

## Turquie
- 11 mai 2013 : Un double attentat à la voiture piégée fait 46 morts dans le centre de Reyhanlı, petite ville de la province de Hatay fréquentée par de nombreux réfugiés syriens. Le premier ministre turc accuse les services secrets syriens d'être à l'origine de cet attentat, ce que le gouvernement syrien dément[4],[5].